# TV Patrol
TV Patrol est une émission d'information philippine diffusée sur le réseau ABS-CBN depuis le 2 mars 1987.
Le 1er avril 2018, le programme a été tourné en format haute définition.

## Présentateurs

### Lundi au vendredi
- Ted Failon (depuis 2004)
- Bernadette Sembrano (depuis 2015)
- Noli de Castro (1987-2001; depuis 2010)

### Samedi et dimanche
- Alvin Elchico (depuis 2011)
- Zen Hernandez (depuis 2016)

### Source de la traduction
- (en) Cet article est partiellement ou en totalité issu de l’article de Wikipédia en anglais intitulé « TV Patrol » (voir la liste des auteurs).